# Хонтама, Маи
Маи Хонтама (яп. 本玉真唯; род. 30 августа 1999, Токио) — японская профессиональная теннисистка. Победительница девяти турниров ITF (4 — в одиночном разряде).

## Спортивная карьера
В 2021—2023 годах стала победительницей четырёх турниров ITF в одиночном разряде.
И в 2022—2023 годах стала победительницей ещё пяти турниров ITF в парном разряде.

### 2022—2023
В конце июня 2022 года победила в квалификации и стала участницей одиночного разряда Уимблдонского турнира, где во втором круге проиграла француженке Диан Парри со счётом 3-6, 2-6.
В октябре 2023 года совместно с сербкой Натальей Стеванович стали финалистками парного турнира серии WTA 250 Jasmin Open в тунисском Монастире, где они в финале проиграли дуэту итальянок Жасмин Паолини и Сара Эррани со счётом 6-2, 6-7(4), [6:10].

### 2024
В середине января 2024 года получила приглашение в основу и стала участницей одиночного разряда Открытого чемпионата Австралии, где в первом круге проиграла чешке Барборе Крейчиковой со счётом 6-2, 4-6, 3-6.
В сентябре 2024 года дошла до четвертьфинала одиночного разряда турнира WTA 250 Thailand Open 2 в Хуахине (Таиланд), где она в четвертьфинале проиграла 180-й ракетке мира нидерландке Арианне Хартоно со счётом 6-4, 2-6, 3-6.

## Итоговое место в рейтинге WTA по годам
| Год  | Одиночный рейтинг | Парный рейтинг |
| 2023 | 124               | 109            |
| 2022 | 212               | 512            |
| 2021 | 150               | 576            |
| 2020 | 330               | 553            |
| 2019 | 381               | 506            |
| 2018 | 402               | 833            |
| 2017 | 916               | 1094           |
| 2016 | 734               | —              |